# Sanquin District Number Two
Sanquin District Number Two är ett distrikt i Liberia.   Det ligger i regionen Sinoe County, i den södra delen av landet, 210 km sydost om huvudstaden Monrovia.